# Loreto-di-Tallano
 Loreto-di-Tallano  là một xã của tỉnh Corse-du-Sud, thuộc vùng Corse, trên đảo Corse ở Pháp.